# Liste de films guatémaltèques
Ci-dessous une liste des films produits par le cinéma guatémaltèque. Cette liste est nécessairement incomplète.
Pour une liste alphabétique des films guatémaltèques voir Catégorie:Film guatémaltèque.
- Haut – A
- B
- C
- D
- E
- F
- G
- H
- I
- J
- K
- L
- M
- N
- O
- P
- Q
- R
- S
- T
- U
- V
- W
- X
- Y
- Z

## A
- Alegría de vivir, La (1959)
- Amor en las nubes (1968)
- A'plas (2009)
- Aquí me quedo (2010)

## B
- Bienvenidos a Poptún (2006)
- Bodega, La (2009)

## C
- Capsulas (2011)
- Caribeña (1949)
- Casa de enfrente, La (2003)
- Castillo de las momias de Guanajuato, El (1973)
- Collect Call (2002)
- Cristo negro, El (1955)
- Cruces poblado próximo, Las (2006)
- Cuando sea diputado (2005)
- Cuando vuelvas a mí (1953)

## D
- De patojo (2011)
- Despedidas, Las (1998)
- Detective por Error de Nito y Neto (2005)
- Detrás de esa puerta (1975)
- Distancia (2011)
- Donde acaban los caminos (2004)
- Dust (2012)

## E
- Estrellas de La Línea (2006)
- Evidencia invisible (2003)
- Exorcismo documentado (2012)

## F
- Fe (2011)

## G
- Gasolina (2007)
- Gerardi (2010)
- Gitana y el charro, La (1964)

## H
- Hermano Pedro, El (1967)

## I
- Ixcanul (2015) de Jayro Bustamante

## M
- Manzana Guena en noche Guena (2007)
- Marimbas del infierno, Las (2010)
- Muerte también cabalga, La (1979)
- Mujer del diablo, La (1974)
- Mi mesera (1973)
- Misteriosa herencia, La (2004)

## N
- Norte, El (1983)
- Nuestras Madres (2019) de César Diaz

## O
- Ogro, El (1971)
- Orígenes del silencio, Los (2005)

## P
- Paloma herida (1963)
- Pan (2006)
- Pecado (1962)
- Penthouse de la muerte (1979)
- Permiso a la tierra (2005)
- Pesadilla mortal (1980)
- Puro Mula (2011)

## R
- Regreso de Lencho, El (2011)
- Repechaje (2009)
- Retrato de familia: Videocarta (1998)
- Robo de las momias de Guanajuato, El (1972)
- Rub' el kurus (Bajo la cruz) (1997)

## S
- Saber quién echó fuego ahí (2005)
- Sangre derramada (1975)
- Sangre llama, La (2007)
- Satánica, La (1973)
- Silencio de Neto, El (1994)
- Solo de noche vienes (1966)
- Sombrerón, El (1950)
- Sorge du diable, Le (1991)
- Ssuperzam el invencible (1971)

## T
- Tierra madre (1996)
- Terremoto en Guatemala (1978)
- Toque de queda (2011)
- Tremblements (Temblores) (2019) de Jayro Bustamante
- Trip (2011)
- Triunfo de los campeones justicieros, El (1974)
- Tuerto Angustias, El (1974)

## V
- Vaca, La (2011)
- Ve que vivos (2006)
- V.I.P. La Otra Casa (2008)
- Viva la crisis (2012)
- Vuelven los campeones justicieros (1972)

## W
- What Sebastian Dreamt (2003)